# Tirozin-chinază

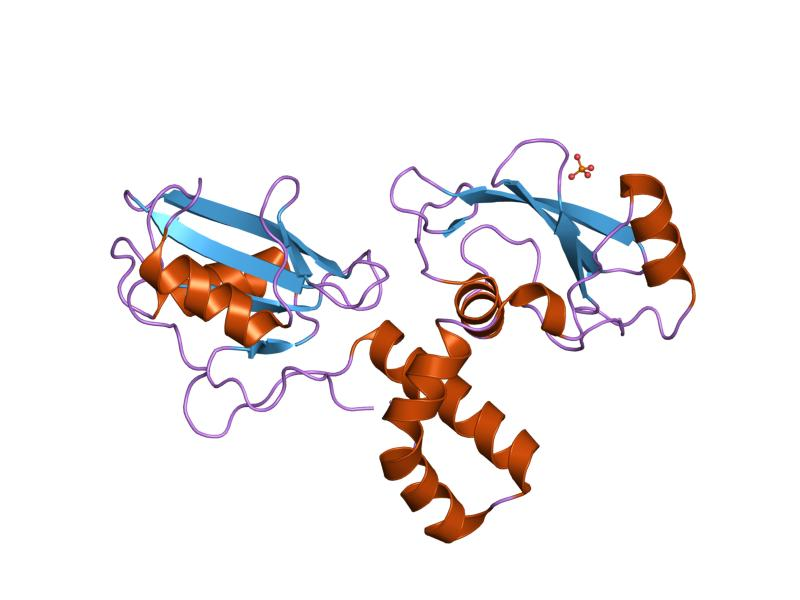
Tirozin-chinază

Tirozin-chinaza [Compunere lingvistică: tyros = tirozină; -iaa; kinein = a mifca; -aza.] este o enzimă care catalizează fosforilarea specifică a reziduurilor de tirozină din mai multe peptide. Receptorii specifici pentru insulină, factorii de creștere asemănători insulinei (IGF-1), factorul de creștere epidermică (EGF), factorul de creștere nervoasă (NGF), factorul de creștere fibroblastic (FGF), factorul de creștere derivat din plachete (PDGF), factorul de creștere endotelial (VEGF), peptidul natriuretic atrial (ANP), ca și o serie de alți factori reglatori ai proliferării celulare sunt proteine membranare, cu domenii situate în citoplasmă, care conțin componente latente ale enzimei. Legarea ligandului la receptorul specific activează t. k., iar receptorul se autofosforilează, cu efecte asupra altor componente celulare.